# Мегабласти
Мегабласти (рос. мегабласты, англ. megablasts, нім. Megablaste m pl) — великі індивіди польового шпату, які утворилися під дією залишкових магматичних розчинів. O.H.Erdmannsdörffer, 1950.
Розмір кристалів мегабластів польових шпатів — від 1 до 5 см.
Мегабласти піропу мають розмір до 25 см.